# Dawson City
Dawson City è una cittadina di circa 2 000 abitanti situata nell'estremo nord del Canada, alla confluenza dei fiumi Klondike e Yukon, nella regione omonima.

## Storia
È stata la città simbolo della grande corsa all'oro che ha avuto luogo nello Yukon e nel vicino Klondike a partire dal 1896 quando fu scoperto dell'oro nei torrenti della zona. In breve si trasformò da un minuscolo borgo che contava un paio di edifici in una turbolenta cittadina di 30 000 abitanti, il maggior insediamento di tutto il Canada nordoccidentale. Frequenti in città erano le carestie e gli incendi.
Fu capitale del territorio dello Yukon fino al 1953, anno in cui la sede fu trasferita a Whitehorse. Oggi è un centro turistico e commerciale. Il centro cittadino poggia su una calotta gelata (denominata permafrost) e molti edifici hanno le fondamenta costituite da legno o materiali legnosi.

## Nella cultura di massa
A Dawson sono ambientati importanti capitoli della Saga di Paperon de' Paperoni di Don Rosa e tutto il film Zanna Bianca di Lucio Fulci. Inoltre vi è stato idealmente ambientato un celebre film western, Terra lontana del 1954 con James Stewart. Inoltre qui è ambientata una parte del libro Zanna Bianca di J. London. Infine, è la città di origine della protagonista Ivy del romanzo Nel modo in cui cade la neve di Erin Doom.

## Galleria d'immagini

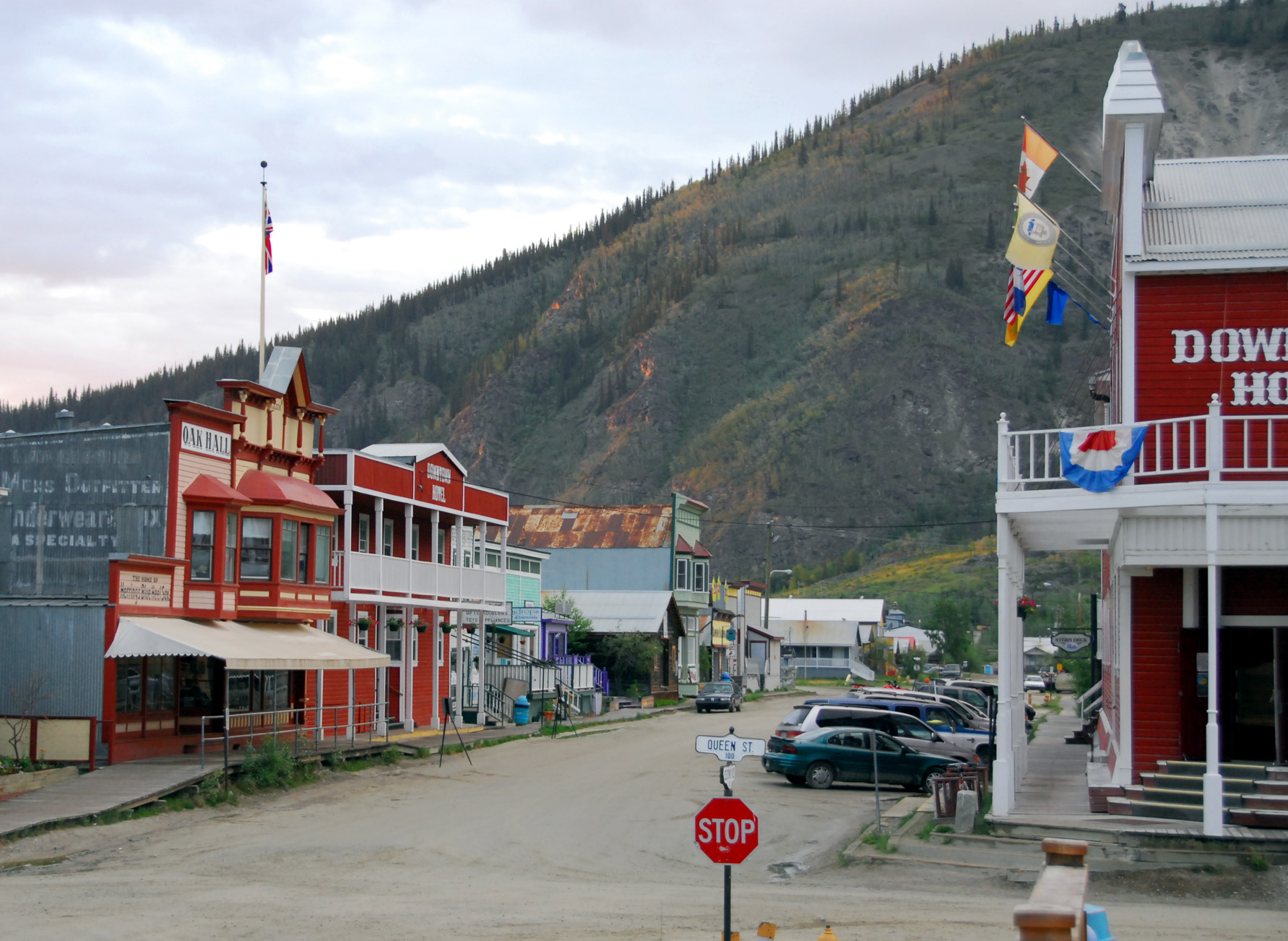
Edifici storici nel centro della città
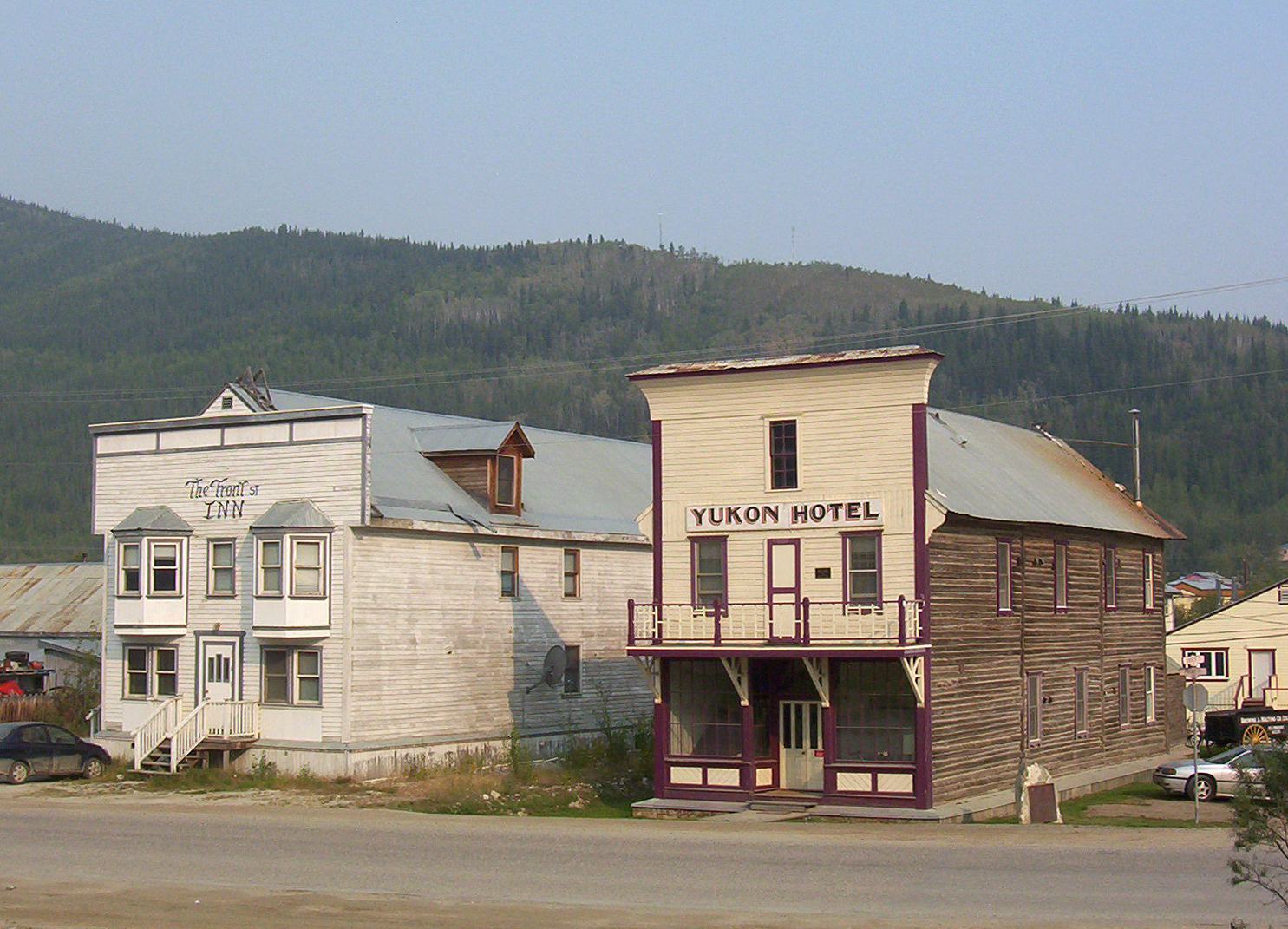
Lo Yukon Hotel
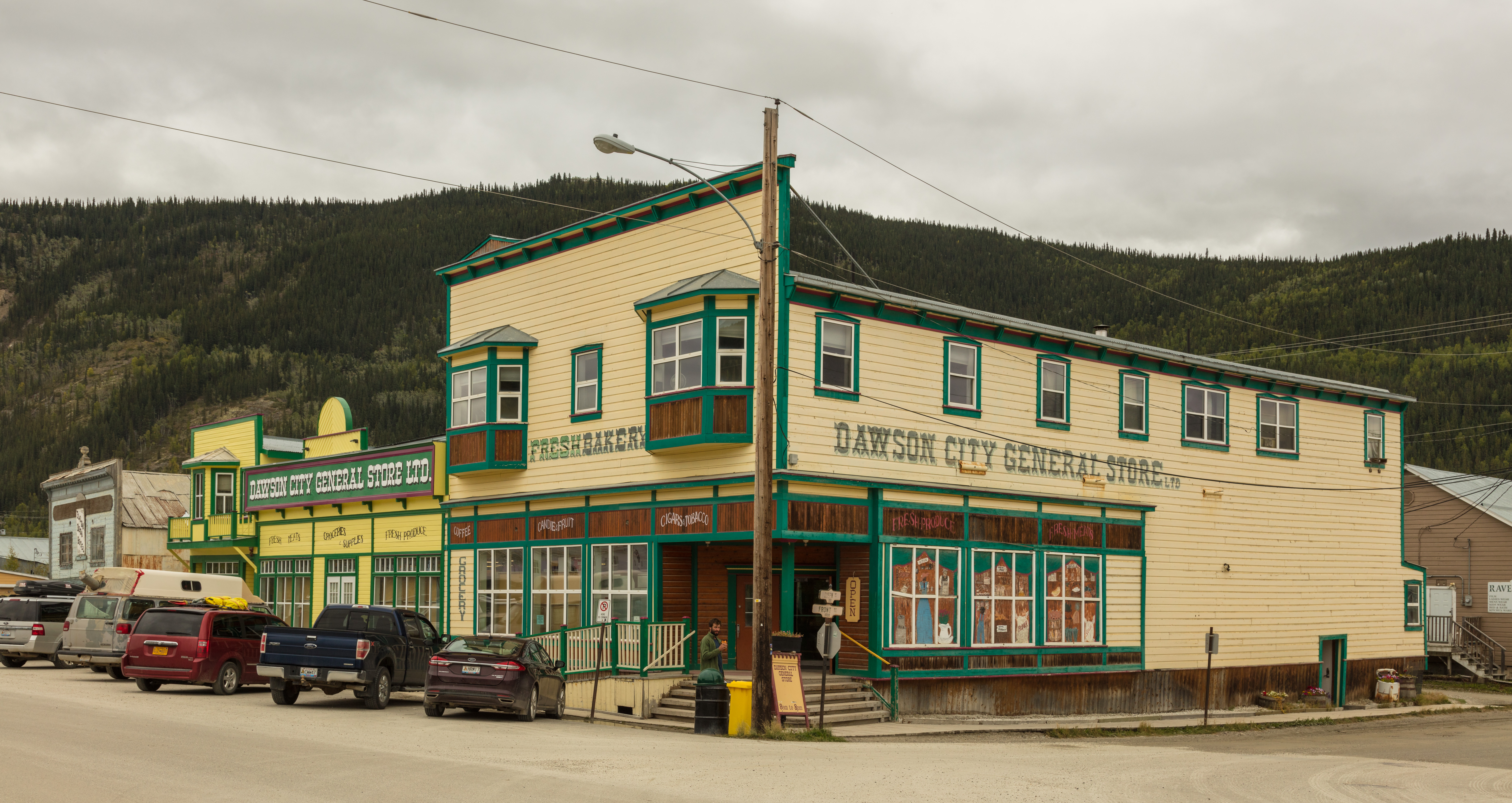
Strada commerciale
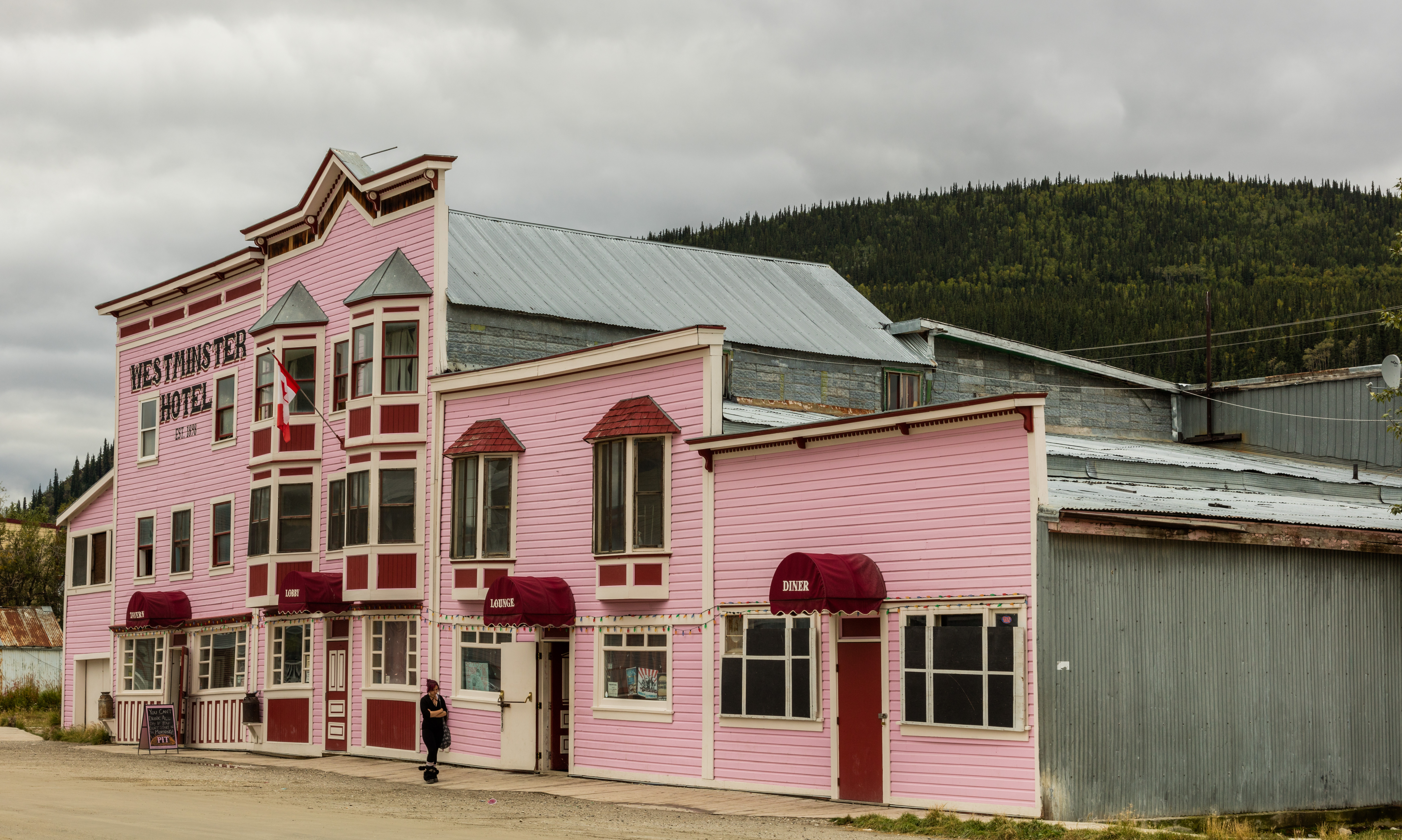
Hotel Westminster
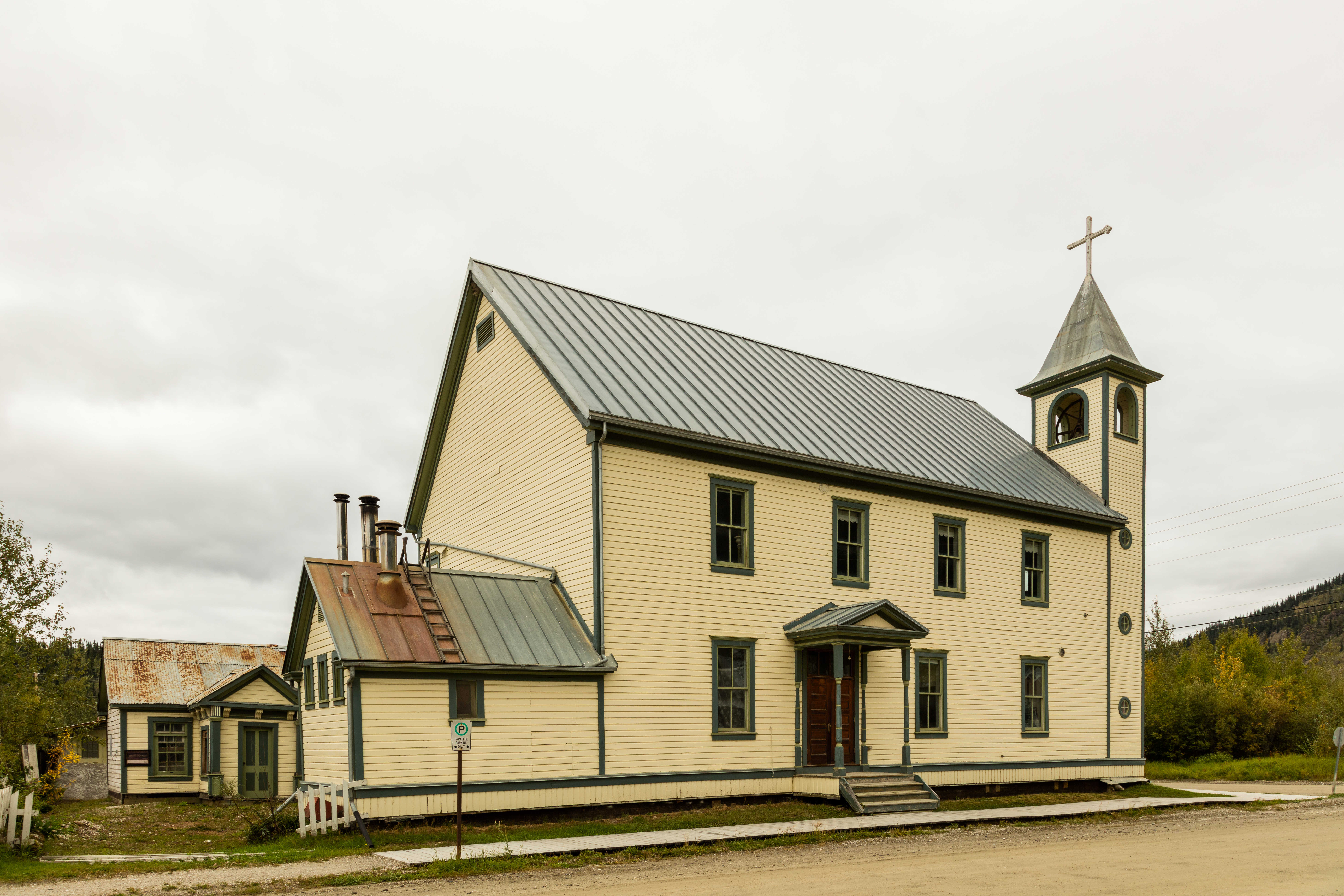
Chiesa cattolica di Santa Maria
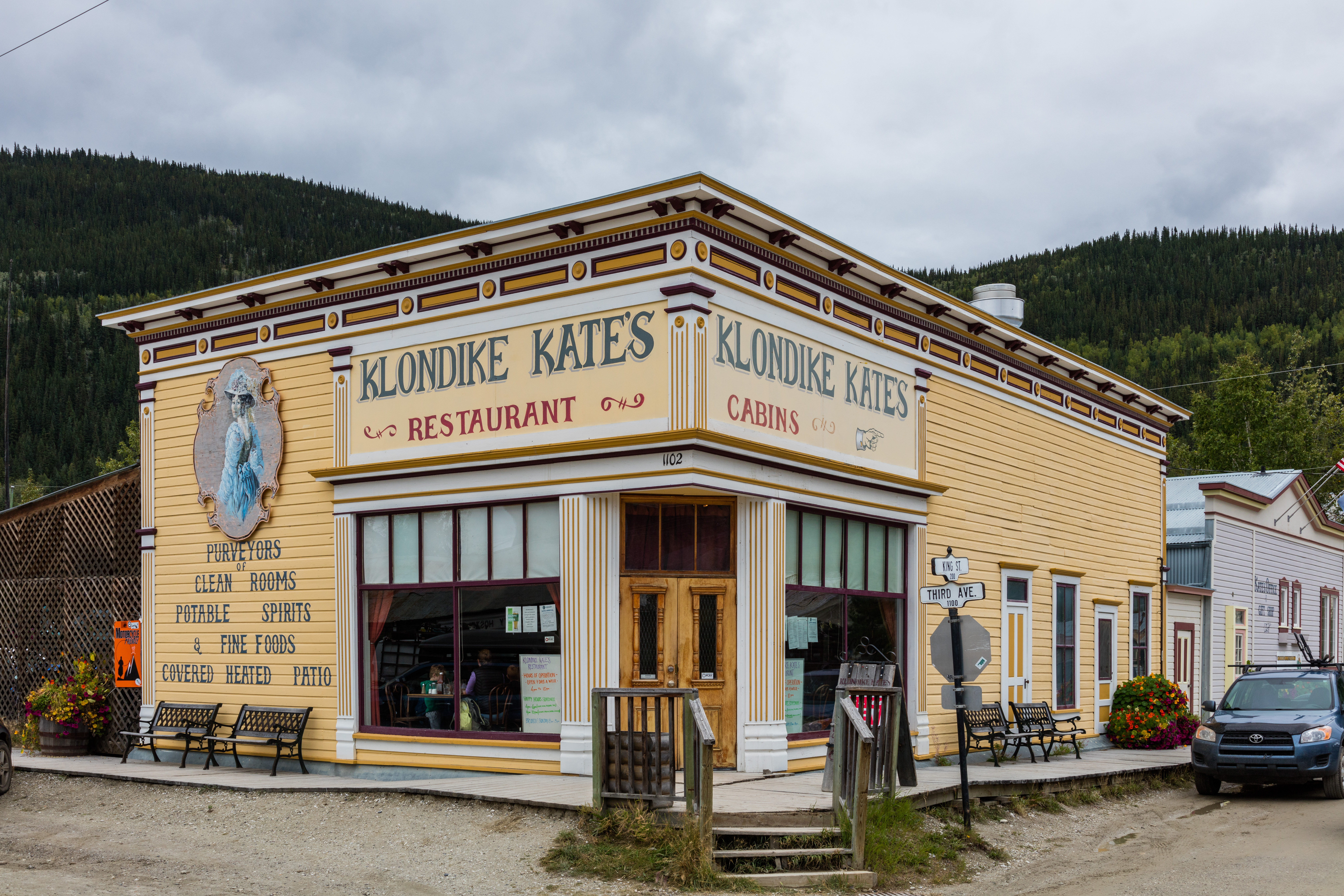
Ristorante Klondike Kate's